# Citace
Citace (z latinského citātiō) je pojem, který má v češtině více významů.
V českém prostředí může citace být:
- doslovné uvedení výroku v textu nebo mluveném projevu;[1][2] autor textu nebo mluveného projevu muže citovat i sebe, viz tzv. autocitace;
- krátký záznam, odkaz upozorňující na dílo jiného autora.[1] Někdy v populárně-naučné literatuře, vždy v odborné a vědecké literatuře má formalizovanou úpravu. V České republice je formalizovaná úprava doporučena normou ČSN ISO 690 z roku 2011[3], která je českou verzí mezinárodní normy ISO 690:2010 a kterou se ruší a nahrazují ČSN ISO 690 (01 0197) z prosince 1996 a ČSN ISO 690-2 (01 0197) z ledna 2000, viz též bibliografická citace. Norma není závazná (je doporučující), nicméně obecně platí, že v jednom dokumentu (v rámci jednoho dokumentu) má být podoba bibliografických citací jednotná (pořadí informací, formát písma, interpunkční znaménka). Bibliografická citace v knize je součástí tzv. poznámkového aparátu knihy.
- téma, motiv, které jsou převzaté z nějakého uměleckého díla („V citacích zněly motivy Janáčkovy Lišky Bystroušky.“ „Ve filmu se objevují citace ze slavných děl, například z Formanova Přeletu nad kukaččím hnízdem.“ „Obraz prostupují citace z obrazů Leonarda da Vinciho.“)[1]
- ve staré češtině výraz s významem obsílka, zpravidla k soudu; listina, kterou se povolává k soudu („přijížděli poslové s citacemi“, „povolat k soudu citací“;[2][4] Šimek (1947) klade rovnítko mezi výrazy položenie = ustanovení; poznamenání, citace …
- ve scientometrii a v odborných publikacích formalizovaný odkaz na určitý výsledek, metodu či myšlenku uvedené v jiné publikaci. Protože se předpokládá, že citovanost (tzn. počet citací dané publikace za určité období) koreluje s důležitostí výsledků, je počet citací jedním z užívaných scientometrických parametrů. Citační index odborného článku je dán počtem prací v odborných vědeckých časopisech, které na daný článek odkazují. Citování je ale zkreslené.[5]

## Nepřímá citace
Ekvivalentem pojmu nepřímá citace je pojem parafráze (ang. paraphrase), k němuž TDKIV uvádí: „V odborné literatuře: Vyjádření stejné informace, myšlenky nebo obsahu jiným způsobem, zejména přeformulování cizí myšlenky vlastními slovy, např. parafráze cizího výroku (na konec parafráze se uvádí bibliografická citace zdroje, z něhož autor parafráze vychází, aby nedošlo k plagiátorství).“ Správné citace by měly obsahovat číslo DOI elektronického materiálu a adresy URL citovaných webových stránek. Správnost citace závisí na zvoleném stylu, protože mají různé požadavky na formátování.